# Antrocephalus ferrierei
Antrocephalus ferrierei är en stekelart som först beskrevs av Masi 1936.  Antrocephalus ferrierei ingår i släktet Antrocephalus och familjen bredlårsteklar. Inga underarter finns listade i Catalogue of Life.